# Bahnhof Haßfurt
Der Bahnhof Haßfurt ist ein Personenbahnhof im bayerischen Regierungsbezirk Unterfranken. Er ist ein Durchgangsbahnhof an der Bahnstrecke Bamberg–Rottendorf und war früher ein Trennungsbahnhof, an dem die Bahnstrecke Haßfurt–Hofheim abzweigte. Der Bahnhof verfügt über drei vom Personenverkehr genutzte Bahnsteiggleise sowie ein Nebengleis, das nicht mehr an den Rest der Bahnstrecke angeschlossen ist.

## Geschichte
Am 1. August 1852 wurde die Bahnstrecke zwischen Bamberg und Haßfurt eröffnet. Etwa drei Monate später, am 3. November 1852, folgte eine Verlängerung bis ins 24 Kilometer entfernte Schweinfurt, welche dann nochmals, am 1. Juli 1854, bis nach Würzburg verlängert wurde. Vorerst war die Strecke eingleisig, doch aufgrund des immer höher werdenden Verkehrsaufkommens wurde der Streckenabschnitt von 1905 bis 1908 zweigleisig ausgebaut. Elektrifiziert wurde der Bahnhof am 22. September 1971.
Etwa 40 Jahre nach der Eröffnung des Streckenabschnittes Bamberg–Haßfurt, am 15. März 1892, wurde die 15,5 Kilometer lange Sekundärbahn nach Hofheim eröffnet. Im Zuge eines neuen Schulzentrums wurde auf der Strecke im Jahr 1965 ein neuer Haltepunkt Haßfurt Gymnasium errichtet, was für steigende Fahrgastzahlen sorgte. Mit der Einstellung des Personenverkehrs am 31. Juli 1995 und der Stilllegung der Strecke zum 1. Dezember 1995 war der Bahnhof Haßfurt nunmehr wieder der einzige Bahnhof der Stadt.
Seit der Aufnahme des Landkreises Haßberge in den Verkehrsverbund Großraum Nürnberg (VGN) gilt ab dem 1. Januar 2018 zwischen Haßfurt und Bamberg der VGN-Tarif.

## Verkehrsangebot

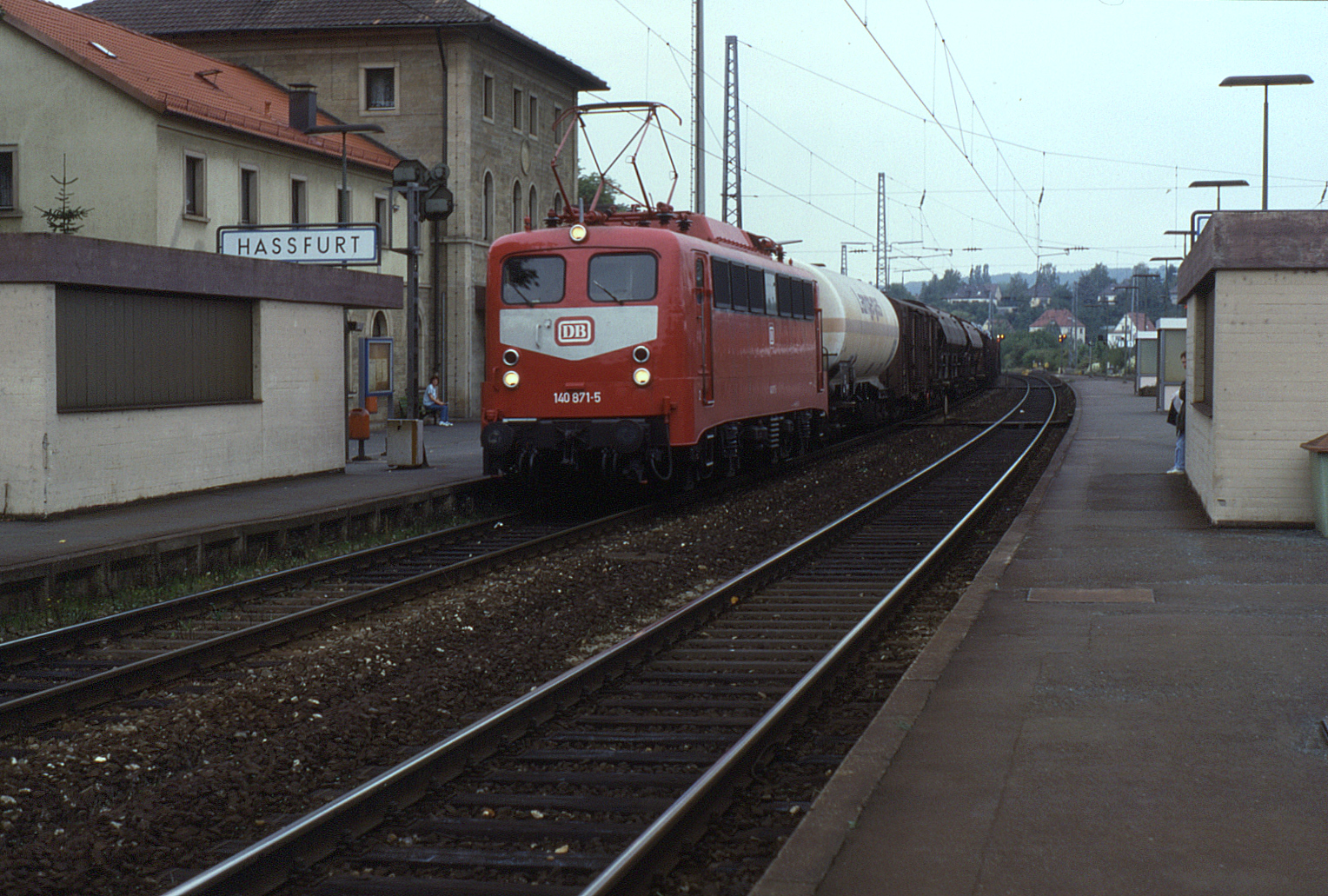
Güterzug aus Richtung Würzburg, September 1991

Die unterfränkische Kleinstadt wird von drei Regionalexpresslinien und einer Regionalbahnlinie der Deutschen Bahn AG bedient. Der Main-Spessart-Express und der Franken-Thüringen-Express ergänzen sich auf dem Abschnitt Würzburg–Bamberg zu einem 60-Minuten-Takt. Durch die zusätzlich verkehrende Regionalbahn wird ein 30-Minuten-Takt realisiert. Somit fahren in Haßfurt pro Stunde zwei Züge je Richtung.
| Linie | Strecke | Takt                               | Betreiber       | Fahrzeugmaterial                   |
| ----- | --- | ---------------------------------- | --------------- | ---------------------------------- |
| RE 20 | Franken-Thüringen-Express: Würzburg – Schweinfurt – Haßfurt – Bamberg – Hirschaid – Forchheim – Erlangen – Fürth – Nürnberg im Frühverkehr verkehrt eine einzelne Zugleistung der Gattung RE von Bamberg nach Würzburg zwischen Bamberg und Schweinfurt mit allen Unterwegshalten (nicht in Gegenrichtung). | 120 min                            | DB Regio Bayern | Baureihe 442 (Talent 2)            |
| RE 54 | Main-Spessart-Express: Frankfurt (Main) Hbf – Frankfurt (Main) Süd – Frankfurt Ost – Frankfurt-Mainkur – Maintal West – Maintal Ost – Hanau-Wilhelmsbad – Hanau West – Hanau Hbf – Kahl (Main) – Dettingen (Main) – Kleinostheim – Aschaffenburg Hbf – Heigenbrücken – Wiesthal – Partenstein – Lohr Bf – Langenprozelten – Gemünden (Main) – Karlstadt (Main) – Retzbach-Zellingen – Würzburg Hbf – Schweinfurt Hbf – Haßfurt – Bamberg Stand: Fahrplanwechsel Dezember 2021                        | 120 min (mit Lücken zur HVZ)       | DB Regio Bayern | Baureihe 445 (Twindexx Vario)      |
| RE 55 | Main-Spessart-Express: Frankfurt (Main) Hbf – Frankfurt (Main) Süd – Offenbach (Main) Hbf – Hanau Hbf – Kahl (Main) – Dettingen (Main) – Kleinostheim – Aschaffenburg Hbf – Heigenbrücken – Wiesthal – Partenstein – Lohr Bf – Langenprozelten – Gemünden (Main) – Karlstadt (Main) – Retzbach-Zellingen – Würzburg Hbf – Schweinfurt Hbf – Haßfurt – Bamberg Stand: Fahrplanwechsel Dezember 2021                                                                                                   | einzelne Züge                      | DB Regio Bayern | Baureihe 445 (Twindexx Vario)      |
| RE 55 | Freizeit-Express Frankenland Frankfurt – Offenbach – Hanau – Aschaffenburg – Gemünden – Schweinfurt – Haßfurt – Bamberg | zwei Zugpaare am Wochenende        | DB Regio Bayern | Baureihe 445 (Twindexx Vario)      |
| RB 53 | Mainfrankenbahn: Schlüchtern – Sterbfritz – Jossa – Obersinn – Mittelsinn – Burgsinn – Rieneck – Gemünden (Main) – Wernfeld – Karlstadt (Main) – Himmelstadt – Retzbach-Zellingen – Thüngersheim – Veitshöchheim – Würzburg-Zell – Würzburg Hbf – Rottendorf – Seligenstadt (b Würzburg) – Bergtheim – Eßleben – Waigolshausen – Schweinfurt Hbf – Schweinfurt Mitte – Schweinfurt Stadt – Schonungen – Haßfurt – Zeil – Ebelsbach-Eltmann – Oberhaid – Bamberg Stand: Fahrplanwechsel Dezember 2021 | 60 min 120 min (Schlüchtern–Jossa) | DB Regio Bayern | Baureihe 440 (Coradia Continental) |

## Weiteres
Empfangsgebäude und Güterhalle stehen unter Denkmalschutz.
Der Bahnhof verfügt über Fahrradstellplätze sowie einen Parkplatz mit einer Ladestation für Elektroautos. 
Im Bahnhofsgebäude befindet sich ein Buchladen und eine Lotto-Bayern-Annahmestelle.